# Europol
Agencija Europske unije za suradnju u provođenju zakona, poznatija pod imenom Europol (nekada Europski policijski ured i Europolova jedinica za droge) je agencija za borbu protiv kriminala i provođenje zakona Europske unije (EU) osnovana 1998. godine. Zadatak joj je sakupljanje i obrada obavještajnih podataka u sferi kriminala i borba protiv organiziranog kriminala i terorizma kroz suradnju nadležnih tijela država članica EU. Agencija nema izvršne ovlasti, a njezini službenici nemaju pravo uhićivati osumnjičenike ili postupati bez prethodnog odobrenja nadležnih tijela država članica. Agencija sa sjedištem u Haagu ima 1.065 djelatnika (podaci iz 2016. godine).

## Povijest

### Podrijetlo i utemeljenje
Europol potječe iz organizacije TREVI, foruma za sigurnosnu suradnju stvorenog među ministrima unutarnjih poslova i pravosuđa Europske zajednice 1976. godine. Isprva se TREVI usredotočio na međunarodni terorizam, no ubrzo je počeo pokrivati i druga područja prekograničnog kriminala unutar Zajednice. Na Europskom summitu u Luksemburgu 28. i 29. lipnja 1991., njemački kancelar Helmut Kohl pozvao je na stvaranje europske policijske agencije slične Federalnom istražnom uredu (FBI) - čime je stvoren temelj policijske suradnje širom Europe. Na summitu Europskog vijeća došlo je do dogovora o uspostavi "Srednjoeuropskog ureda za kriminalne istrage (Europol) najkasnije do 31. prosinca 1993."
Ta je ideja dalje razrađena na Europskom vijeću u Maastrichtu od 9. do 10. prosinca 1991. na sastanku za izradu sveobuhvatnog ugovora koji će kasnije biti poznat kao Ugovor iz Maastrichta. Europsko vijeće dogovorilo se da će stvoriti "Europski policijski ured (Europol) čija bi početna funkcija bila organizacija razmjene informacija o opojnim drogama". Vijeće je također naložilo ministrima TREVI-a da poduzmu mjere u osnivanju novog ureda. Dana 7. veljače 1992. ustroj Europola opisan je u članku K.1, odjeljak 9. Maastrichtskog ugovora:
Europol je prvi put de facto započeo s radom 1993. godine kao Europolova jedinica za droge (EDU) u Strasbourgu na istom mjestu na kojem je bio Schengenski informacijski sustav. Mala skupina djelatnika ondje je započela s operacijama pod vodstvom Jürgena Storbecka i s mandatom pomaganja nacionalnim policijskim snagama u kriminalnim istragama. Gradovi Haag, Rim i Strasbourg u tom su se razdoblju službeno natjecali za prihvat stalnog sjedišta Europola, a Europsko vijeće je 29. listopada 1993. odlučilo da će sjedište Europola biti u Haagu. Za sjedište je odabrana bivša katolička škola za dječake sagrađena 1910. godine (na slici gore) u ulici Raamweg 47. Kuću su u Drugom svjetskom ratu koristile policija i obavještajne službe, a nakon rata koristila ju je nizozemska državna obavještajna služba sve dok se Europol nije tamo preselio 1994 godine.
Konvencija o Europolu potpisana je 26. srpnja 1995. u Bruxellesu i stupila je na snagu 1. listopada 1998. nakon što su je ratificirale sve države članice. Europski policijski ured (Europol) započeo je s punim aktivnostima 1. srpnja 1999.

### Preustroj kao agencija Europske unije
Europol je u potpunosti integriran u institucije Europske unije odlukom Europskog vijeća broj 2009/371/JHA 6. travnja 2009. Odluka zamjenjuje konvenciju o Europolu i uspostavlja Europol kao agenciju EU-a (tj. podložnu općim pravilima i postupcima koji se primjenjuju na sve agencije EU-a) 1. siječnja 2010. zbog povećanih potreba država članica, poput povećane potpore državama članicama u suzbijanju teškog i organiziranog kriminala, proračunskog nadzora od strane Europskog parlamenta i pojednostavljenje u upravljanju.
Novu zgradu sjedišta Agencije površine 32 000 m2, projektirao je Frank Wintermans, a otvorila je nizozemska kraljica Beatrix 1. srpnja 2011. u međunarodnoj zoni Haaga uz Međunarodni kazneni sud za bivšu Jugoslaviju (ICTY) i Organizaciju za zabranu kemijskog oružja (OPCW) u ulici Eisenhowerlaan 73.

### Europski centar za kibernetički kriminal
Dana 11. siječnja 2013., direktor Rob Wainwright i europska povjerenica za unutarnje poslove Cecilia Malmström osnovali su Europski centar za kibernetički kriminal (EC3 ili EC³), jedinicu Europola zaduženu za pomoć državama članicama u neutraliziranju i ometanju kibernetičkog kriminala organiziranih skupina radi stvaranja velike kriminalne dobiti (npr. mrežna prijevara), borbe protiv seksualnog iskorištavanja djece na internetu ili napada na kritične infrastrukture i sustave EU. Svrha centra je koordinirati prekogranične aktivnosti provođenja zakona protiv kibernetičkog kriminala i djelovati kao centar tehnološke stručnosti, poput razvoja informatičkih alata i obuke osoblja. Povjerenica Malmström izjavila je da je potreba za centrom za kibernetički kriminal u Europi "zaštita otvorenog i besplatnog interneta". Dana 25. siječnja 2016. godine pokrenut je Europski centar za borbu protiv terorizma (ECTC) kao nova strateška platforma unutar Europola za razmjenu informacija među državama EU u praćenju kretanja Europljana u i iz Sirije, kao i za praćenje financiranja terorista i uporabe internetske mreže od strane terorističkih militanata.

### Istupanje iz Europola
Godine 2014. Ujedinjeno Kraljevstvo je istupilo iz područja slobode, sigurnosti i pravde, ali na njihov zahtjev je njezinim institucijama dopušteno daljnje sudjelovanje u Europolu.
Stupanjem na snagu nove uredbe o Europolu 2016. Danskoj nije bilo dopušteno sudjelovati u njegovom radu zbog istupanja te zemlje iz područja slobode, sigurnosti i pravde. Na referendumu u prosincu 2015. godine Kraljevina Danska je odbacila mogućnost uređenja svog statusa prema Europolu i uključenja u njegov rad kao izniman slučaj, što bi joj omogućilo da ostane član Europola. Danska i Europska unija su međutim dogovorile poseban sporazum o suradnji u prosincu 2016. godine, što su ratificirali i Europski parlament i Danski parlament 27. travnja 2017. i konačno potpisali 29. travnja 2017., dva dana prije nego što bi Danska ostala isključena iz Agencije.
Ujedinjeno Kraljevstvo je izvorno ostalo isključeno iz Agencije prema novoj uredbi o Europolu iz 2016. godine, ali je u prosincu 2016. godine naknadno obavijestilo Europsku uniju o svojoj želji da sudjeluje u njenom radu. Njegovo sudjelovanje potvrđeno je odlukom Europske komisije u ožujku 2017. U rujnu 2017. Velika Britanija je izjavila da potpisivanjem novog ugovora planira zadržati pristup nekim aktivnostima Europola i nakon Brexita, poput razmjene obavještajnih podataka i suradnje u borbi protiv kriminala i terorizma. Međutim, glavni pregovarač Europske unije Michel Barnier izjavio je u studenom 2017. da Velika Britanija "više neće biti članica Europske obrambene agencije ni Europola" nakon što Brexit stupi na snagu.

### Aktivnosti u vezi s protuterorizmom
Europski parlament izglasao je novi pravni okvir Europola, uredbu (EU) 2016/794, 11. svibnja 2016. nakon tri godine pregovora i tako ukinuo bivše odluke iz 2009. godine. Novi pravni okvir dodijelio je Europolu dodatne ovlasti u borbi protiv terorizma i predvidio je uspostavu programa obuke i razmjene osoblja, stvaranje čvrstog sustava zaštite podataka i jačanje nadzora Europskog parlamenta nad Agencijom. Uredba je stupila na snagu 1. svibnja 2017. Tom je uredbom puni naziv izmijenjen i dopunjen, te sad glasi Agencija Europske unije za suradnju u provođenju zakona (Europol).

### Aktivnosti protiv seksualnog zlostavljanja djece
Europol je 31. svibnja 2017. pokrenuo online kampanju protiv seksualnog iskorištavanja djece (engleski: Stop Child Abuse – Trace an Object). Cilj web stranice je prikazati predmete u pozadini na slikama seksualnog zlostavljanja djece kako bi se pokušalo pronaći počinitelje i žrtve u nadi da će javnost moći prepoznati različite detalje, poput logotipa na vrećici ili bočice šampona, koje će ih zatim proslijediti anonimnim dojavama ili društvenim mrežama. Istražitelji su pristup nazvali masovnim izvorom. Web stranica za istraživanje i provjeru činjenica na internetu Bellingcat, izvijestila je da je nakon Europolove inicijative nekoliko predmeta uspješno identificirano i informacije su proslijeđene Agenciji na kriminalističku obradu.

## Zadaci i aktivnosti
Zadatak Europola je pomoć i suradnja s državama članicama Europske unije u borbi protiv međunarodnog kriminala, bilo da je to ilegalna trgovina drogama, trgovina ljudima, kršenje intelektualnog vlasništva, kibernetički kriminal, krivotvorenje novca i terorizam.Europol ima funkciju koordinatora u suradnji i služi kao kriminalistička obavještajna služba.  Službenici Europola nemaju izvršne ovlasti, te stoga nemaju ovlasti uhićenja i ne mogu provoditi istrage bez odobrenja nacionalnih vlasti.
Europol je tijekom investicijskog ciklusa 2016. – 2020. izvijestio da će se usredotočiti na suzbijanje kibernetičkog kriminala, organiziranog kriminala i terorizma i na izgradnju svojih kapaciteta informatičke tehnologije. Agencija je također iznijela podatke da je prethodni investicijski ciklus 2010. – 2014. uspostavio infrastrukturu Agencije kao europskog čvorišta informacija o kriminalu. Procjena prijetnje ozbiljnim i organiziranim kriminalom u Europskoj uniji (SOCTA) iz 2017. identificirala je osam prioritetnih područja: kibernetički kriminal, proizvodnja, trgovina i distribucija droga, krijumčarenje migranata, organizirani imovinski kriminal, trgovina ljudima, kriminalne financije i pranje novca, prijevara s dokumentima i internetska trgovina nedopuštenim robama i uslugama.
Pored toga, aktivnosti Agencije uključuju analizu i razmjenu informacija, poput obavještajnih podataka o kriminalu, koordinaciju istražnih i operativnih radnji i uspostavu zajedničkih istražnih timova, izradu procjena prijetnji, strateških i operativnih analiza i izvješća o općem stanju i razvijanje specijaliziranih znanja o prevenciji kriminala i forenzičkih metoda. Europol ima ulogu koordiniranja i podrške drugim tijelima EU-a u području slobode, sigurnosti i pravde, poput Agencije Europske unije za osposobljavanje za provođenje zakona (CEPOL),  Europski ured za borbu protiv prijevara (OLAF) i misije EU za upravljanje krizama. Agenciji je također povjeren zadatak da pruži pomoć Europskom vijeću i Europskoj komisiji u razvoju strateških i operativnih prioriteta.
Europol je 4. svibnja 2020. osnovao novi Europski centar za financijski i ekonomski kriminal (EFECC). Cilj Centra je poboljšati operativnu potporu koja se pruža državama članicama EU-a i tijelima EU-a u područjima financijskog i gospodarskog kriminala te promicanje sustavnog korištenja financijskih istraga.
Novi EFECC uspostavljen je u okviru trenutne organizacijske strukture Europola koja već igra važnu ulogu u europskom odgovoru na financijski i gospodarski kriminal, a u njemu će biti zaposleno 65 međunarodnih stručnjaka i analitičara.

## Organizacija
U financijskoj 2017. godini proračun Agencije iznosio je 116,4 milijuna eura. Prema podacima iz prosinca 2016. Europol ima 1065 zaposlenika, od čega 32,3% žena i 67,7% muškaraca, uključujući i vanjske suradnike, časnike za vezu iz država članica i trećih država i organizacija, te pripravnike. Časnika za vezu ima 201 i oko stotinu zaposlenih rade kao analitičari. Osim Upravnog odbora i Ureda za vezu, Europol je organiziran u tri različita odjela na čelu s izvršnim direktorom.
- Odjel za operacije (O)
  - O1 Ured za javnost
  - O2 Europski centar za teški i organizirani kriminal (ESOCC)
  - O3 Europski centar za kibernetički kriminal (EC³)
  - O4 Europski centar za protuterorizam (ECTC)
  - O5 Usluge za horizontalne operacije (HOS)
- Odjel za upravljanje (G)
  - G1 Biro za korporativne poslove (CAB)
  - G2 Korporativne usluge
  - G3 Nabava
  - G5 Osiguranje
- Odjel za osoblje (C)
  - C1 ICT
  - C5 Administracija

## Upravljanje, odgovornost i odnosi
Upravu Europola imenuje Vijeće EU-a za pravosuđe i unutarnje poslove (JHA) na četverogodišnji mandat. Od 2018. godine na čelu Agencije je izvršna direktorica Catherine De Bolle. Agenciju nadzire Vijeće za pravosuđe i unutarnje poslove EU. Zajedno s Europskim parlamentom, Vijeće odobrava Europolov proračun i propise koji se odnose na njegov rad. Vijeće prosljeđuje Europskom parlamentu posebno godišnje izvješće o radu Agencije, a Parlament također razrješava Europol odgovornosti za upravljanje utvrđenim proračunom. Prije 2009. godine Agencija je bila međunarodno tijelo i stoga Europski parlament nad njom nije imao učinkovite nadzorne ovlasti. Od 2009. do 2017. Europski parlament bio je jedini organ koji je imao parlamentarnu kontrolu nad Europolom. Zajednička parlamentarna skupina za nadzor (JPSG) uspostavljena je na konferenciji EU-a u Bratislavi 23. i 25. travnja 2017. sa svrhom kontrole Europskog parlamenta i nacionalnih parlamenata Europske unije nad Europolom.
Upravni odbor Europola čine predstavnici svih država članica i i član Europske komisije, svaki s jednim glasom. Odluke Odbora izglasavaju se natpolovičnom većinom, a Odbor se sastaje najmanje dva puta godišnje i analizira Europolove trenutne i buduće aktivnosti, odlučuje o usvajanju proračuna, programskog materijala i općih godišnjih izvješća. Odbor prosljeđuje svoje odluke na uvid Vijeću za pravosuđe i unutarnje poslove. Funkcije Uprave predviđaju zaštitu podataka, unutarnju reviziju i računovodstvo.
Vanjski financijski nadzor Agencije provodi Europski revizorski sud (ECA). Unutarnju kontrolu provodi Služba za unutarnju reviziju Europske komisije, kao i Služba za unutarnju reviziju koju je imenovao Upravni odbor Europola. Europski pučki pravobranitelj ima zadatak istražiti pritužbe fizičkih i pravnih subjekata protiv institucija i tijela EU-a, uključujući i Europol i doprinijeti stvaranju transparentnije, učinkovitije, odgovornije i etičnije uprave.  O 2017. Europski nadzornik za zaštitu podataka (EDPS) odgovoran je za nadzor mjera zaštite podataka Agencije.
Direktor Europola može u ime Europola sklapati sporazume s drugim zemljama i međunarodnim organizacijama. Od rujna 2017. Europol operativno surađuje s Albanijom, Australijom, Bosnom i Hercegovinom, Kanadom, Danskom, Kolumbijom, Gruzijom, Islandom, Lihtenštajnom, Moldavijom, Monakom, Crnom Gorom, Sjevernom Makedonijom, Norveškom, Srbijom, Švicarskom, Ukrajinom, Sjedinjenim Američkim Državama i Interpolom. Agencija ima strateške sporazume s Brazilom, Kinom, Rusijom, Turskom, Uredom Ujedinjenih naroda za droge i kriminal (UNODC) i Svjetskom carinskom organizacijom (WCO).

## Vanjske poveznice
- Službena stranica Europola
- O Vijeću EU za pravosuđe i unutarnje poslove (JHA)
- Služba za unutarnju reviziju (IAS) Europske komisije